# Ypacaraí-tó
Az Ypacaraí-tó (spanyolul: Lago Ypacaraí) egy tó Paraguayban, Asuncióntól nem messze. Kedvelt turisztikai célpont.

## Leírás
A tó Paraguay középpontjától délkeletre, a főváros, Asunción központjától kevesebb mint 30 km-re keletre található. Közigazgatásilag Central és Cordillera megyék három községéhez, San Bernardinóhoz, Areguához és Ypacaraíhoz tartozik. A nagyjából háromszög alakú, 3 méter átlagos mélységű tó vizét a Pirayú, a Puente, az Estrella, a Yaguá Resaú és a Yuquyry patakok szállíják, lefolyása a Salado folyón történik, amely később a Paraguay folyón keresztül az Atlanti-óceánba szállítja a vizet.
A tó körül 1990-ben hozták létre a 16 000 hektáros Ypacaraí Nemzeti Parkot. A környező területre magas füvű szavannák, valamint mocsarak és kis tavak a jellemzők. Különösen madárvilága értékes: olyan madarak élnek itt, mint a jasszána, a Theristicus nem fajai, különböző kacsák, lilék, a maguari gólya, az örvös csája és a szürke gém. Jelentős veszélyforrás a tóra nézve a mérgező algák elburjánzása.
A főváros és más látnivalók (hegységek, történelmi városok) közelsége és kiépített infrastruktúrája miatt a tó és környéke Paraguay legkedveltebb turisztikai célpontja. A víz vízisportok gyakorlására és kis merülésű turistahajók közlekedésére is alkalmas.

## A kultúrában
A tó sokak számára az egyik leghíresebb paraguayi dalból, a Recuerdos de Ypacaraíból ismert. Ez a dal így kezdődik: „Una noche tibia nos conocimos, junto al lago azul de Ypacaraí...” („Egy langyos estén találkoztunk az Ypacaraí kék tava mellett...”).

## Képek

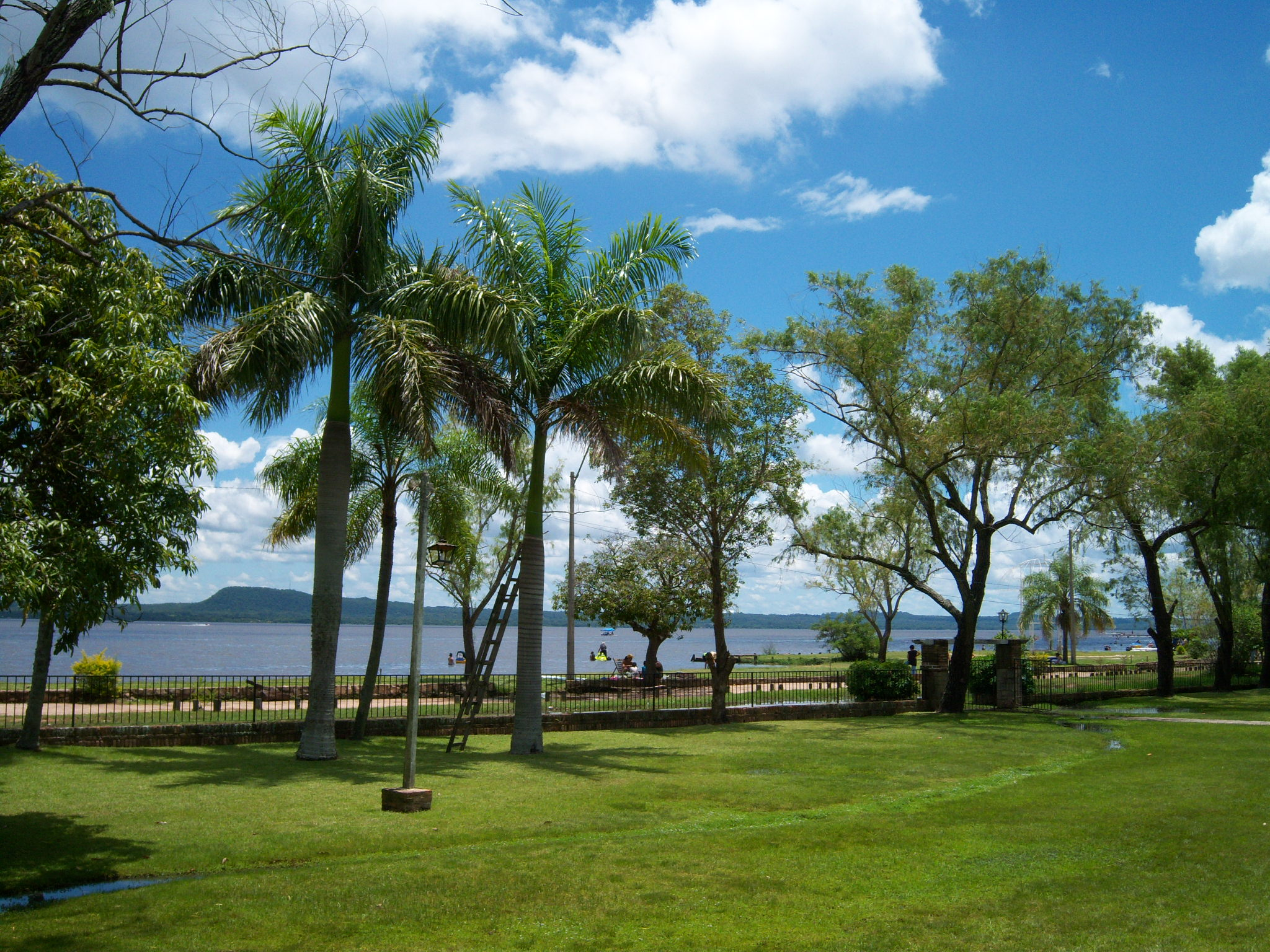
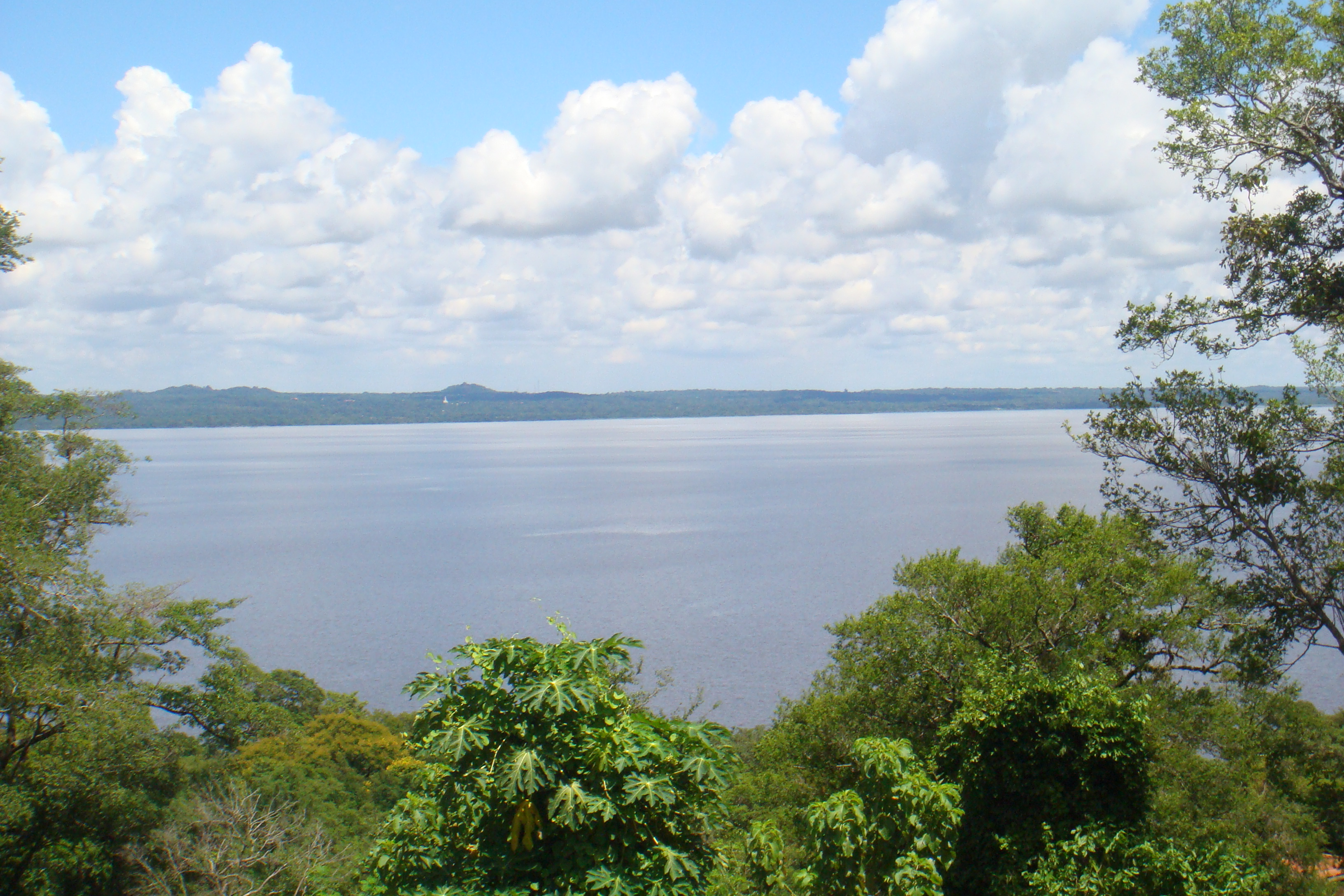
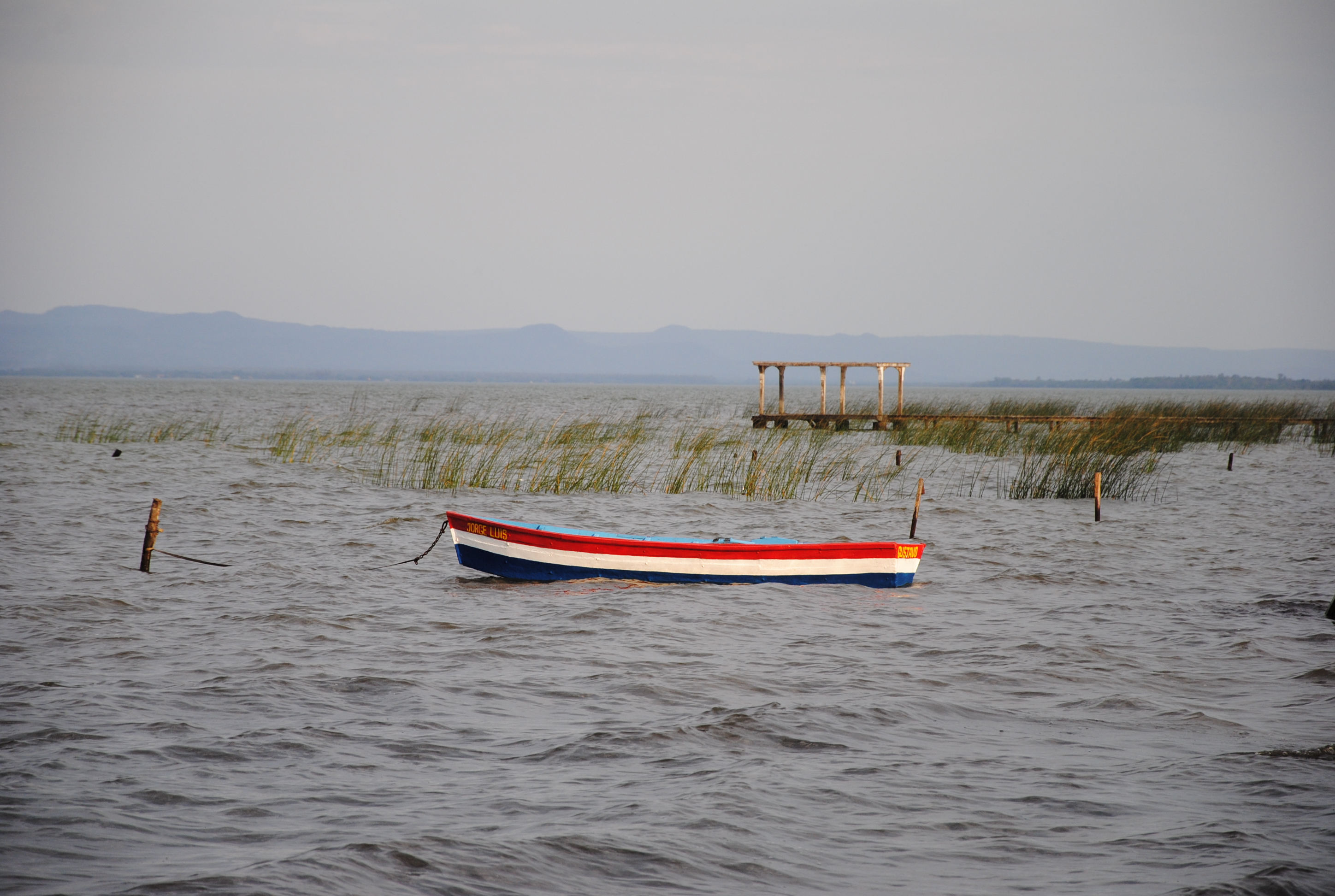
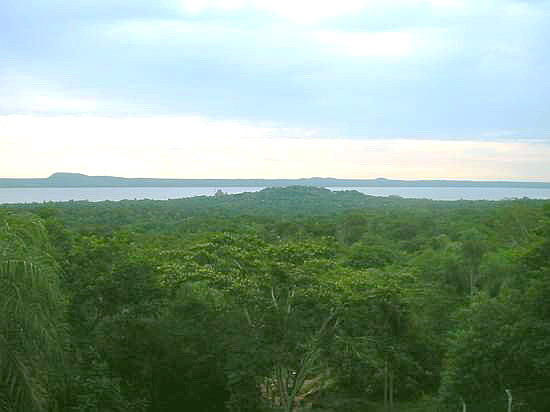